# Esticomítia
L'esticomítia o diàleg estíquic és la coincidència entre un vers de l'estrofa i una frase o període sintàctic, és a dir, versos i oracions coincideixen: una línia poètica és una frase, fet que augmenta la naturalitat de la recitació. S'oposa a l'encavallament, on una frase està partida entre diversos versos correlatius. En versos de poques síl·labes es considera el sintagma com a unitat de coincidència i no la frase. Té un efecte de regularitat, seneritat i força i dona èmfasi a la sentència.
Es practicà a les tragèdies del segle v aC, als Idil·lis de Teòcrit de Siracusa i a la comèdia d'Aristòfanes i Menandre d'Atenes. El recurs típic de la tragèdia d'Eurípides passà a formar part de la comèdia a través d'Aristòfanes. La tècnica va tornar a ser molt popular pels autors del barroc.
En català hi ha tres regles que regulen la superposició del diàleg estíquic i l'encavallament: la frontera de vers ha de coincidir amb una frontera de mot, entre el darrer accent màxim i la frontera de vers no hi pot haver cap frontera de mot i l'últim temps fort del vers ha d'estar ocupat per un accent màxim.